# Eisner-díj a legjobb fiataloknak szóló kiadványnak
Ebben a listában az Eisner-díj „legjobb fiataloknak szóló kiadvány” kategóriájának jelöltjei és nyertesei találhatóak. A kategóriát 2008-ban kettébontották, megkülönböztetve a gyermekeket és a kamaszokat célzó kiadványokat.

## Eisner-díj a legjobb gyermekeknek szóló kiadványnak
| Év   | Kiadvány                                                    | Alkotó                                                                            | Kiadó                                          |
| ---- | ----------------------------------------------------------- | --------------------------------------------------------------------------------- | ---------------------------------------------- |
| 2011 | Amelia Earhart: This Broad Ocean                            | Sara Stewart Taylor (író) és Ben Towle (rajzoló)                                  | The Center for Cartoon Studies, Hyperion Books |
| 2011 | Amelia Rules!: True Things (Adults Don't Want Kids to Know) | Jimmy Gownley (író és rajzoló)                                                    | Atheneum Books                                 |
| 2011 | Binky to the Rescue                                         | Ashley Spires (író és rajzoló)                                                    | Kids Can Press                                 |
| 2011 | Scratch9                                                    | Rob M. Worley (író) és Jason T. Kruse (rajzoló)                                   | Ape Entertainment                              |
| 2011 | Tiny Titans                                                 | Art Baltazar (író és rajzoló) és Franco Aureliani (író)                           | DC Comics                                      |
| 2011 | The Unsinkable Walker Bean                                  | Aaron Renier (író és rajzoló)                                                     | First Second Books                             |
| 2010 | Lunch Lady and the Cyborg Substitute                        | Jarrett J. Krosoczka (író és rajzoló)                                             | Knopf Books for Young Readers                  |
| 2010 | The Secret Science Alliance and the Copycat Crook           | Eleanor Davis                                                                     | Bloomsbury Publishing                          |
| 2010 | Tiny Tyrant vol. 1: The Ethelbertosaurus                    | Lewis Trondheim (író) és Fabrice Parme (rajzoló)                                  | First Second Books                             |
| 2010 | The TOON Treasury of Classic Children’s Comics              | Art Spiegelman és Francoise Mouly (szerkesztők)                                   | Abrams ComicArts                               |
| 2010 | The Wonderful Wizard of Oz                                  | L. Frank Baum eredeti műve alapján Eric Shanower (író) és Skottie Young (rajzoló) | Marvel Comics                                  |
| 2009 | Amulet, Book 1: The Stonekeeper                             | Kazu Kibuishi (író és rajzoló)                                                    | Scholastic Graphix                             |
| 2009 | Cowa!                                                       | Torijama Akira (író és rajzoló)                                                   | Viz Media                                      |
| 2009 | Princess at Midnight                                        | Andi Watson (író és rajzoló)                                                      | Image Comics                                   |
| 2009 | Stinky                                                      | Eleanor Davis (író és rajzoló)                                                    | RAW Junior                                     |
| 2009 | Tiny Titans                                                 | Art Baltazar (író és rajzoló) és Franco Aureliani (író)                           | DC Comics                                      |
| 2008 | Amelia Rules! és Amelia Rules!: Funny Stories               | Jimmy Gownley (író és rajzoló)                                                    | Renaissance Press                              |
| 2008 | Star Wars: Clone Wars Adventures                            | Jeremy Barlow (szerkesztő)                                                        | Dark Horse Comics                              |
| 2008 | Mouse Guard: Fall 1152 és Mouse Guard: Winter 1152          | David Petersen (író és rajzoló)                                                   | Archaia Studios Press                          |
| 2008 | The Wall: Growing Up Behind the Iron Curtain                | Peter Sis (író és rajzoló)                                                        | Farrar, Straus and Giroux                      |
| 2008 | Yotsuba&!                                                   | Azuma Kijohiko                                                                    | ADV Manga                                      |

## Eisner-díj a legjobb kamaszoknak szóló kiadványnak
| Év   | Kiadvány                                   | Alkotó                                                             | Kiadó                                          |
| ---- | ------------------------------------------ | ------------------------------------------------------------------ | ---------------------------------------------- |
| 2011 | Ghostopolis                                | Doug TenNapel (író és rajzoló)                                     | Scholastic Graphix                             |
| 2011 | Hereville: How Mirka Got Her Sword         | Barry Deutsch (író és rajzoló)                                     | Amulet Books                                   |
| 2011 | Return of the Dapper Men                   | Jim McCann (író) és Janet Lee (rajzoló)                            | Archaia Studios Press                          |
| 2011 | Smile                                      | Raina Telgemeier (író és rajzoló)                                  | Scholastic Graphix                             |
| 2011 | Yummy: The Last Days of a Southside Shorty | G. Neri (író) és Randy DuBurke (rajzoló)                           | Lee and Low Books                              |
| 2010 | Angora Napkin                              | Troy Little (író és rajzoló)                                       | IDW Publishing                                 |
| 2010 | Beasts of Burden                           | Evan Dorkin (író) és Jill Thompson (rajzoló)                       | Dark Horse Comics                              |
| 2010 | A Family Secret                            | Eric Heuvel (író és rajzoló)                                       | Anne Frank House, Farrar, Straus and Giroux    |
| 2010 | Far Arden                                  | Kevin Cannon (író és rajzoló)                                      | Top Shelf Productions                          |
| 2010 | I Kill Giants                              | Joe Kelly (író) és JM Ken Niimura (rajzoló)                        | Image Comics                                   |
| 2009 | Coraline                                   | Neil Gaiman eredeti műve alapján P. Craig Russell (író és rajzoló) | HarperCollins Children’s Books                 |
| 2009 | Crogan’s Vengeance                         | Chris Schweizer (író és rajzoló)                                   | Oni Press                                      |
| 2009 | The Good Neighbors, Book 1: Kin            | Holly Black (író) és Ted Naifeh (rajzoló)                          | Scholastic Graphix                             |
| 2009 | Rapunzel’s Revenge                         | Shannon Hale és Dean Hale (írók), valamint Nathan Hale (rajzoló)   | Bloomsbury Children’s Books                    |
| 2009 | Skim                                       | Mariko Tamaki (író) és Jillian Tamaki (rajzoló)                    | Groundwood Books                               |
| 2008 | Laika                                      | Nick Abadzis (író és rajzoló)                                      | First Second Books                             |
| 2008 | The Mighty Skullboy Army                   | Jacob Chabot (író és rajzoló)                                      | Dark Horse Comics                              |
| 2008 | The Annotated Northwest Passage            | Scott Chantler                                                     | Oni Press                                      |
| 2008 | PX! Book One: A Girl and Her Panda         | Manny Trembley (író és rajzoló) és Eric A. Anderson (író)          | Shadowline                                     |
| 2008 | Satchel Paige: Striking Out Jim Crow       | James Sturm és Rich Tommaso (írók és rajzolók)                     | The Center for Cartoon Studies, Hyperion Books |

## Eisner-díj a legjobb fiataloknak szóló kiadványnak
| Év   | Kiadvány                                             | Alkotó                                                                        | Kiadó                          |
| ---- | ---------------------------------------------------- | ----------------------------------------------------------------------------- | ------------------------------ |
| 2007 | Chickenhare                                          | Chris Grine (író és rajzoló)                                                  | Dark Horse Comics              |
| 2007 | Drawing Comics is Easy (Except When It’s Hard)       | Alexa Kitchen (író és rajzoló)                                                | Denis Kitchen Publishing       |
| 2007 | Gumby                                                | Bob Burden (író) és Rick Geary (író és rajzoló)                               | Wildcard Production            |
| 2007 | Moomin                                               | Tove Jansson (író és rajzoló)                                                 | Drawn and Quarterly            |
| 2007 | To Dance: A Ballerina’s Graphic Novel                | Sienna Cherson (író) és Mark Siegel (rajzoló)                                 | Simon and Schuster             |
| 2006 | Amelia Rules!                                        | Jimmy Gownley (író és rajzoló)                                                | Renaissance Press              |
| 2006 | The Clouds Above                                     | Jordan Crane (író és rajzoló)                                                 | Fantagraphics Books            |
| 2006 | Franklin Richards, Son of a Genius                   | Chris Eliopoulos (író és rajzoló) és Mark Sumerak (író)                       | Marvel Comics                  |
| 2006 | Owly: Flying Lessons                                 | Andy Runton (író és rajzoló)                                                  | Top Shelf Productions          |
| 2006 | Spiral-Bound                                         | Aaron Renier (író és rajzoló)                                                 | Top Shelf Productions          |
| 2005 | Amelia Rules! és Amelia Rules!: What Makes You Happy | Jimmy Gownley                                                                 | Renaissance Press, iBooks      |
| 2005 | Courtney Crumrin in the Twilight Kingdom             | Ted Naifeh (író és rajzoló)                                                   | Oni Press                      |
| 2005 | Owly                                                 | Andy Runton (író és rajzoló)                                                  | Top Shelf Productions          |
| 2005 | Plastic Man                                          | Kyle Baker és Scott Morse (írók és rajzolók)                                  | DC Comics                      |
| 2005 | Tommysaurus Rex                                      | Doug TenNapel (író és rajzoló)                                                | Image Comics                   |
| 2004 | Astro Boy                                            | Tezuka Oszamu (író és rajzoló)                                                | Dark Horse Comics              |
| 2004 | Happy Halloween, Li’l Santa                          | Lewis Trondheim (író) és Thierry Robin (rajzoló)                              | NBM Publishing                 |
| 2004 | Little Lit: It Was a Dark and Silly Night            | Art Spiegelman és Francoise Mouly (szerkesztők)                               | HarperCollins                  |
| 2004 | Little Vampire Does Kung Fu!                         | Joann Sfar (író és rajzoló)                                                   | Simon and Shuster              |
| 2004 | Peanutbutter and Jeremy’s Best Book Ever!            | James Kochalka (író és rajzoló)                                               | Alternative Comics             |
| 2004 | Walt Disney’s Uncle Scrooge                          | több alkotó                                                                   | Gemstone Publishing            |
| 2003 | Amelia Rules!                                        | Jimmy Gownley (író és rajzoló)                                                | Renaissance Press              |
| 2003 | Growing Up Enchanted                                 | Jack Briglio (író) és Alex Szewczuk (rajzoló)                                 | Too Hip Gotta Go Graphics      |
| 2003 | Herobear and the Kid                                 | Mike Kunkel (író és rajzoló)                                                  | Astonish Comics                |
| 2003 | Pinky and Stinky                                     | James Kochalka (író és rajzoló)                                               | Top Shelf Productions          |
| 2003 | Ug: Boy Genius of the Stone Age                      | Raymond Briggs (író és rajzoló)                                               | Knopf Books for Young Readers  |
| 2003 | Wind in the Willows, vol. 4                          | Kenneth Grahame eredeti műve alapján Michel Plessix (író és rajzoló)          | NBM Publishing                 |
| 2002 | The Courageous Princess: The Quest for Home          | Rod Espinosa (író és rajzoló)                                                 | Antarctic Press                |
| 2002 | Herobear and the Kid                                 | Mike Kunkel (író és rajzoló)                                                  | Astonish Comics                |
| 2002 | Little Lit: Strange Stories for Strange Kids         | Art Spiegelman és Francoise Mouly                                             | HarperCollins                  |
| 2002 | Patty Cake and Friends                               | Scott Roberts (író és rajzoló)                                                | Amaze Ink, Slave Labor Graphic |
| 2002 | The Return of Alison Dare: Little Miss Adventures    | J. Torres (író) és J. Bone (rajzoló)                                          | Oni Press                      |
| 2001 | Akiko                                                | Mark Crilley (író és rajzoló)                                                 | Sirius Entertainment           |
| 2001 | Clan Apis                                            | Jay Hosler (író és rajzoló)                                                   | Active Synapse                 |
| 2001 | Little Lit                                           | Art Spiegelman és Francoise Mouly (szerkesztők)                               | HarperCollins                  |
| 2001 | Louis: Red Letter Day                                | Metaphrog (Sandra Marrs és John Chalmers)                                     | Metaphrog                      |
| 2001 | Scary Godmother: The Boo Flu                         | Jill Thompson (író és rajzoló)                                                | Sirius Entertainment           |
| 2000 | Akiko                                                | Mark Crilley (író és rajzoló)                                                 | Sirius Entertainment           |
| 2000 | Batman: Gotham Adventures                            | Scott Peterson (író), Tim Levins és Craig Rousseau (rajzolók), valamint mások | DC Comics                      |
| 2000 | Clan Apis                                            | Jay Hosler (író és rajzoló)                                                   | Active Synapse                 |
| 2000 | Herobear and the Kid                                 | Mike Kunkel (író és rajzoló)                                                  | Astonish Comics                |
| 2000 | Simpsons Comics                                      | számos alkotó                                                                 | Bongo Comics Group             |
| 2000 | Superman Adventures                                  | Mark Millar (író), Aluir Amancio (rajzoló) és mások                           | DC Comics                      |
| 1999 | Akiko                                                | Mark Crilley (író és rajzoló)                                                 | Sirius Entertainment           |
| 1999 | Batman: Gotham Adventures                            | Ty Templeton (író) és Rick Burchett (rajzoló)                                 | DC Comics                      |
| 1999 | Colonia                                              | Jeff Nicholson (író és rajzoló)                                               | Colonia Press                  |
| 1999 | Simpsons Comics                                      | számos alkotó                                                                 | Bongo Comics Group             |
| 1999 | Young Justice                                        | Peter David (író) és Todd Nauck (rajzoló)                                     | DC Comics                      |
| 1998 | Akiko                                                | Mark Crilley (író és rajzoló)                                                 | Sirius Entertainment           |
| 1998 | Batman and Robin Adventures                          | Ty Templeton (író) és Brandon Kruse (rajzoló), valamint mások                 | DC Comics                      |
| 1998 | Bone                                                 | Jeff Smith (író és rajzoló)                                                   | Cartoon Books                  |
| 1998 | Gon Swimmin’                                         | Tanaka Maszasi (író és rajzoló)                                               | Paradox Press                  |
| 1998 | Leave It to Chance                                   | James Robinson (író) és Paul Smith (rajzoló)                                  | Homage Comics                  |
| 1998 | What’s Michael?                                      | Kobajasi Makoto                                                               | Dark Horse Comics              |
| 1997 | Akiko                                                | Mark Crilley (író és rajzoló)                                                 | Sirius Entertainment           |
| 1997 | Leave It to Chance                                   | James Robinson (író) és Paul Smith (rajzoló)                                  | Homage Comics                  |
| 1997 | Patty Cake                                           | Scott Roberts (író és rajzoló)                                                | Tapestry                       |
| 1997 | Untold Tales of Spider-Man                           | Kurt Busiek (író) és Pat Olliffe (rajzoló)                                    | Marvel Comics                  |
| 1997 | Usagi Yojimbo                                        | Stan Sakai (író és rajzoló)                                                   | Dark Horse Comics              |
| 1997 | Walt Disney’s Comics and Stories                     | John Clark (szerkesztő)                                                       | Gladstone Publishing           |
| 1996 | Akiko                                                | Mark Crilley (író és rajzoló)                                                 | Sirius Entertainment           |
| 1996 | Batman and Robin Adventures                          | Paul Dini és Ty Templeton (írók), Rick Burchett (rajzoló)                     | DC Comics                      |
| 1996 | Bone                                                 | Jeff Smith (író és rajzoló)                                                   | Cartoon Books, Image Comics    |
| 1996 | Lisa Comics 1.                                       | számos alkotó                                                                 | Bongo Comics Group             |
| 1996 | Uncle Scrooge                                        | Don Rosa (író és rajzoló)                                                     | Gladstone Publishing           |
| 1996 | Walt Disney’s Comics and Stories                     | William Van Horn (író és rajzoló) és mások                                    | Gladstone Publishing           |